# Sarcotheca glomerula
Sarcotheca glomerula là một loài thực vật thuộc họ Oxalidaceae. Đây là loài đặc hữu của Malaysia.